# السليمانية (مكة المكرمة)
حي السليمانية، أحد أحياء مكة المكرمة وهو حي سكني تابع لبلدية المعابدة يحده من الشمال حي الجميزة ومن الجنوب حي الروضة ومن الشرق حي المعابدة ومن الغرب حي الغزة.

## النطاق الجغرافي
يتبع حي السليمانية لبلدية المعابدة التي تمتد من شارع «الحجون» ومخطط «السفياني» شمالاً، إلى حي «الروضة» جنوباً، ومن جسر «المعيصم» ووادي «جليل» شرقاً، إلى حي«ريع ذاخر» وحي «الخنساء»، وحي «جبل النور» وحي «وادي جليل» وحي «الروضة»...

## انظر ايضاً
- مكة المكرمة

## وصلات خارجية
- أحياء مكة القديمة
- العاصمة المقدسة.